# The Bourne Identity
The Bourne Identity és un film d'acció nord-americana de l'any 2002, dirigit per Doug Llimen i protagonitzat per Matt Damon i Franka Potente. És el primer lliurament d'una trilogia de pel·lícules basades en les novel·les de l'escriptor Robert Ludlum, també productor executiu de la pel·lícula, que va morir abans de l'estrena d'aquesta, al març de 2001. The Bourne Identity han estat descrita per alguns experts com una pel·lícula neo-noir.
Basat molt lliurement en la novel·la de Robert Ludlum, The Bourne Identity, és la història d'un home ferit que és rescatat per un vaixell pesquer i allà el guareixen. Pateix d'amnèsia i comença a tractar de reconstruir els seus records a partir d'indicis que va trobant. Aviat s'adona que el persegueixen, i fuig amb l'ajuda d'una noia, Marie, per descobrir qui és.
The Bourne Identity ha tingut diverses seqüeles: el 2004, The Bourne Supremacy, que va rebre una bona crítica i una resposta positiva del públic similar a la primera pel·lícula. The Bourne Supremacy fou dirigida per Paul Greengrass amb Matt Damon fent de Jason Bourne. Una tercera pel·lícula, The Bourne Ultimatum, es va estrenar el 2007 i va ser dirigida també per Paul Greengrass i protagonitzada per Matt Damon. Ambdues pel·lícules van rebre una crítica i una resposta del públic positiva. La quarta pel·lícula, The Bourne Legacy de 2012 fou dirigida per Tony Gilroy i protagonitzada per Jeremy Renner. La cinquena seqüela, Jason Bourne (2016) comptà amb la direcció altre cop de Greengrass, amb Damon de protagonista.

## Argument
En la mar Mediterrània, prop de Marsella, uns pescadors italians rescaten a un home (Matt Damon) inconscient que estava surant a la deriva amb dues ferides de bala a l'esquena. El metge del vaixell troba un petit projector làser implantat quirúrgicament sota la pell de l'home. En recuperar la consciència, descobreix que pateix amnèsia. En adonar-se del projector làser, l'activa, mostrant un número de compte bancària de Zúric. Encara que posseeix destreses excepcionals i parla amb fluïdesa diversos idiomes, no pot recordar res sobre la seva identitat o de fets anteriors al seu rescat. Quna desembarca, es dirigeix a Suïssa, seguint la pista del compte bancari
A la seu de l'CIA a Langley, Virginia (Estats Units), el Director Adjunt Ward Abbott (Brian Coix) li retreu a Alexander Conklin (Chris Cooper) el fet de no haver-li comunicat el fracàs de l'última missió del Projecte Treadstone, que consisteix a fer semblar que el responsable de l'assassinat de Nykwana Wombosi (Adewale Akinnuoye-Agbaje) fos un dels seus propis ajudants.
Mentrestant, a Zürich, l'home amnèsic es desfà de dos policies quan intenten arrestar-lo. L'endemà al matí, visita un banc i obre la caixa de seguretat i troba, entre altres coses, un document que li indica que el seu nom és Jason Bourne, que té ciutadania nord-americana, i que el seu domicili és a París, França. També troba diversos passaports amb la seva foto i diferents noms, nacionalitats i domicilis; una gran quantitat de diners en diferents divises i una arma de foc. En sortir, s'adona que el sent segueix la policia suïssa i entra a l'ambaixada dels Estats Units. Una vegada dins, una dona alemanya, Marie Helena Kreutz (Franka Potent), li crida l'atenció perquè discuteix amb un empleat per un problema amb el seva visa. Els oficials nord-americanes també intenten detenir-lo, però Bourne aconsegueix escapar. Fora, es troba amb Marie, i li ofereix vint mil dòlars a canvi que el porti en el seu cotxe a una direcció de París. Marie accepta.
Mentre, Conklin, emprèn la cerca de Bourne, gràcies a una font infiltrada al banc de Zürich, i contacta amb tres agents especialitzats per acabar amb ell: Castel (Nicky Naude), Manheim (Russell Levy) i el Professor (Clive Owen). Després de comprovar les càmeres de vigilància de l'ambaixada, comencen a investigar a Marie. La informació és enviada a la casa de seguretat Preston, situada a París, on s'emet i difon una ordre de captura de Marie i Bourne.
Tots dos arriben al lloc, a París. Bourne es comunica amb l'Hotel Regina pressionant la tecla de darrera trucada. Pregunta per Jason Bourne, però li diuen que no tenen a ningú registrat amb aquest nom. També pregunta per John Michael Kane, nom que figura en un dels documents trobats en la caixa de seguretat del banc de Zürich. Li informen que va morir fa dues setmanes, en un accident automobilístic. Després, Castel irromp a l'apartament, però Bourne el derrota. Marie troba cartells amb la seva foto i la de Bourne de «Es busca» en la borsa de Castel, que es llança per una finestra, suïcidant-se. Després del succeït, Marie ingressa en un estat de xoc, la qual cosa no li impedeix escapar juntament amb Bourne. Les autoritats franceses els persegueixin, però aconsegueixen escapar ocultant-se en un garatge subterrani.
Wombosi havia contactat amb la policia sobre l'atemptat contra la seva vida. Sabia que el que havia intentat assassinar-ho es deia John Kane. Va acudir a un dipòsit de cadàvers de França per reconèixer el cos, i va comprovar que no era el d'ell. El cadàver havia estat col·locat per ordre de Conklin per despistar a Wombosi. Com a resultat, el Professor l'assassina amb un rifle de franctirador en la seva residència parisenca.
Ara Bourne procura obtenir informació sobre John Michael Kane, dirigint-se a l'Hotel Regina, per la qual cosa té un pla, fent entrar primer a Marie. El pla no prospera ja que Marie, astuta, es fa passar per l'assistent personal de Kane. Gràcies a això, obté nombres telefònics i una còpia del seu número de compte bancària. Posteriorment es dirigeixen al banc respectiu, i allí Bourne obté proves (especialment, documents sobre vaixells) que ell és, a més de Jason Bourne, John Michael Kane. Després d'haver realitzat una trucada telefònica, Marie li confirma que va trobar el cadàver de Kane en el dipòsit de París; es dirigeixen allà. Bourne suborna l'empleat del dipòsit per poder veure el cadàver, però no hi és. Per saber on és, arrenca una de les fulles del llibre de registre. Descobreix que el visitant del cos de Kane havia estat Nykwana Wombosi, qui també figurava en la documentació obtinguda al banc on Kane tenia el compte bancari. A través dels diaris confirma que Wombosi ha mort. Però abans que l'assassinessin, Wombosi va dir a la policia que un home va pujar al seu iot prop de les costes de Marsella i va intentar assassinar-lo; va fugir, però li va disparar dos trets a l'esquena. Bourne arriba a la conclusió que ell és un assassí.
Els homes de Conklin i la policia de París el persegueix i fugen per anar a una casa d'un conegut de Marie, Eamon, al camp, lluny de París. L'equip de Conklin els localitzen i envien al Professor per eliminar a Bourne. Bourne es fa amb una escopeta que troba a la casa i persegueix al Professor que l'esperava en un pujol amb un rifle de precisió. Aconsegueix ferir-lo i abans de morir, el Professor li confessa la seva connexió amb Treadstone. Aquest succés persuadeix a Bourne de seguir pel seu compte, convencent a Marie que marxi amb Eamon per amagar-se el millor que pugui i li dona diners. Bourne es posa en contacte amb Conklin, utilitzant el telèfon cel·lular del Professor, amb el propòsit de reunir-se amb ell a París.
Conklin arriba al punt de reunió acordat, però Bourne s'adona que ha vingut acompanyat d'un grup d'agents.Utilitzant un rastrejador del Professor, localitza l'amagatall de Treadstone a París: la casa de seguretat Preston. Allà es troba amb Nicky Parsons (Julia Stiles) i Conklin. Bourne li pregunta sobre la seva identitat i Conklin li respon que pertany al govern nord-americà, i el defineix com un «arma inservible de trenta milions de dòlars». Enfellonit, Conklin li pregunta a Bourne pel succeït a Marsella. Bourne comença a recordar a través de successius flashbacks: es va infiltrar en el iot de Wombosi per assassinar-lo però no ho va fer per evitar que els fills de Wombosi veiessin morir al seu pare. Fuig però Wombosi li dispara. Bourne li diu a Conklin que no vol seguir sent un assassí, que deixa Treadstone i li exigeix que no el segueixin buscant. Se'n va i matant tres homes de Conklin. Conklin surt de l'edifici i és assassinat per Manheim per ordre d'Abbott, ja que volen tancar Treasdtone. Posteriorment, Abbot anuncia un nou projecte a la CIA: «El Projecte Blackbriar».
Molt més tard, Jason es retroba amb Marie en un negoci de lloguer de scooters a Míkonos, Grècia. Amb certa ironia, Marie li pregunta si ja sap qui és, al que Bourne respon que no.

## Personatges
- Matt Damon és Jason Bourne/David Webb.
- Franka Potent és Marie Helena Kreutz.
- Chris Cooper és Alexander Conklin.
- Brian Coix és Ward Abbott.
- Julia Stiles és Nicolette nicky Parsons
- Clive Owen és El professor.
- Adewale Akinnuoye-Agbaje és Nykwana Wombosi.
- Gabriel Mann és Danny Zorn.
- Nicky Naude és Castel.
- Russell Levy és Manheim.
- Walton Goggins és un analista de la CIA.

## Producció
El director Doug Liman va dir que havia estat un fan de la novel·la original de Robert Ludlum des que la va llegir a l'escola secundària. Prop del final de la producció de l'anterior pel·lícula, Swingers, Liman va decidir desenvolupar-ne una adaptació cinematogràfica. Després de més de dos anys per aconseguir els drets sobre el llibre de la Warner Bros i un any més de desenvolupament dels guió amb Tony Gilroy, la pel·lícula va estar dos anys per la producció. Universal Pictures va adquirir els drets sobre els llibres de Ludlum amb l'esperança de començar una nova franquícia de pel·lícules. William Blake Herron va ser incorporat per reescriure el guió el 1999.
Liman va avaluar una àmplia gamma d'actors per al paper de Bourne, inclòs Brad Pitt, que en aquella època seria el protagonista de Spy Game (2001), així com Russell Crowe, Arnold Schwarzenegger, Tom Cruise i Sylvester Stallone, abans d'escollir finalment a Damon. Liman va trobar que Damon va comprendre i va apreciar que, tot i que The Bourne Identity tindria una part d'acció, el focus se centrava sobretot en el personatge i la trama.

## Premis
- 2003 ASCAP Film and Television Music Awards Millor banda sonora original: John Powell
  - Guanyador[10]
- 2003 Academy of Science Fiction, Fantasy & Horror Films Millor pel·lícula: El cas Bourne
  - Nominada[10]
- 2003 American Choreography Awards Millor coreografia en escenes d'acció: Nick Powell 
  - Guanyador[10]
- 2003 Art Directors Guild Millor pel·lícula: El cas Bourne
  - Nominada[10]